# مسلی (باشقیرستان)
مسلی (به لاتین: Meseli) یک منطقهٔ مسکونی در روسیه است که در باشقیرستان واقع شده‌است.